# 朱泰坾
安丘靖恭王朱泰坾（1411年—1472年），明朝魯藩第一代安丘王，魯靖王朱肇煇的庶長子。

## 生平
宣德二年（1427年）六月，封安丘王。
成化八年（1472年）二月，朱泰坾去世，享年六十二歲，諡號靖恭。長子朱陽鐆早卒，長孫朱當澻在四年後襲爵。

## 家庭

### 妻妾
- 孫氏，西城兵馬副指揮孫鍾女，宣德二年（1427年）六月冊為安丘王妃[1]。

### 子孫
- 嫡長子：安丘長子→安丘莊簡王（追封）朱陽鐆
- 庶次子：鎮國將軍朱陽鎜[4]
  - 孫：輔國將軍朱當淍[5]
    - 曾孫：奉國將軍朱健櫖[6]
    - 曾孫：奉國將軍朱健楯[7]
    - 曾孫：朱健栐[8]
    - 曾孫：朱健櫛[9]

  - 孫：輔國將軍朱當泭[5]
    - 曾孫：奉國將軍朱健𣖾[7]
    - 曾孫：奉國將軍朱健栯[10]
      - 玄孫：鎮國中尉朱觀㷒
      - 玄孫：鎮國中尉朱觀炥[11]

    - 曾孫：奉國將軍朱健椄[12]
      - 玄孫：鎮國中尉朱觀㷆

    - 曾孫女：趙城縣君，儀賓雷應節
    - 曾孫女：新鄉縣君，儀賓周輔
    - 曾孫女：新鄭縣君，儀賓黃錄[11]

  - 孫：朱當渨[13]
- 嫡三子：鎮國將軍朱陽𨧳[4]
- 子：鎮國將軍朱陽鍾[14]
  - 孫：朱當泔[15]
- 子：鎮國將軍
  - 孫：輔國將軍
    - 曾孫：奉國將軍朱健杓
      - 玄孫：朱觀焙
      - 玄孫：朱觀烄
      - 玄孫：朱觀煪
      - 玄孫：朱觀𤍴
      - 玄孫女：安定鄉君，儀賓張折[16]